# Svratka (Fluss)
Die Svratka, früher Švarcava (deutsch Schwarza, Schwarzach, auch Schwarzawa) ist ein linker Nebenfluss der Thaya.

## Verlauf
Er entspringt in der Stříbrná studánka nordöstlich von Cikháj in Mähren am Berg Žákova hora in den Žďárské vrchy. Die zweite Quelle entspringt beim Forsthaus Blatky, dieser Zufluss wird auch als Břimovka bezeichnet. Zwischen dem Berg Otrok bei Herálec und der Einmündung des Trhonický potok unterhalb von Jimramov bildete der Lauf der Svratka die historische Grenze zwischen Böhmen und Mähren. Sie fließt durch Brünn, wo zwischen 1936 und 1940 die Brünner Talsperre (Brněnská přehrada) entstand. In die Thaya mündet sie bei Ivaň in die Talsperre Nové Mlýny (Neumühl).
Größte Zuflüsse sind bei Ivaň die Jihlava und die Svitava (dt. Zwitta), die bei Přízřenice am südlichen Stadtrand von Brünn einmündet.
Der Name stammt vermutlich aus dem altböhmischen Wort sworti („sich winden“). In der jüngsten Vergangenheit trug er auch den Namen Schwarzawa/ Švarcava.
Von vielen Anrainern (vor allem im Brünner Raum) wird die Svratka auch heute noch Piava genannt. Damit wird der Teilnehmer und Opfer der Piaveschlacht (Oberitalien) im Ersten Weltkrieg gedacht, in der viele mährische Soldaten im Dienst der k.u.k. Armee gefallen sind.

## Grundinformationen
- Wasserfläche 7.118,7 km²
- Flusslänge 173,9 km
- Durchschnittliche Fließmenge in der Mündung 27,24 m³/s

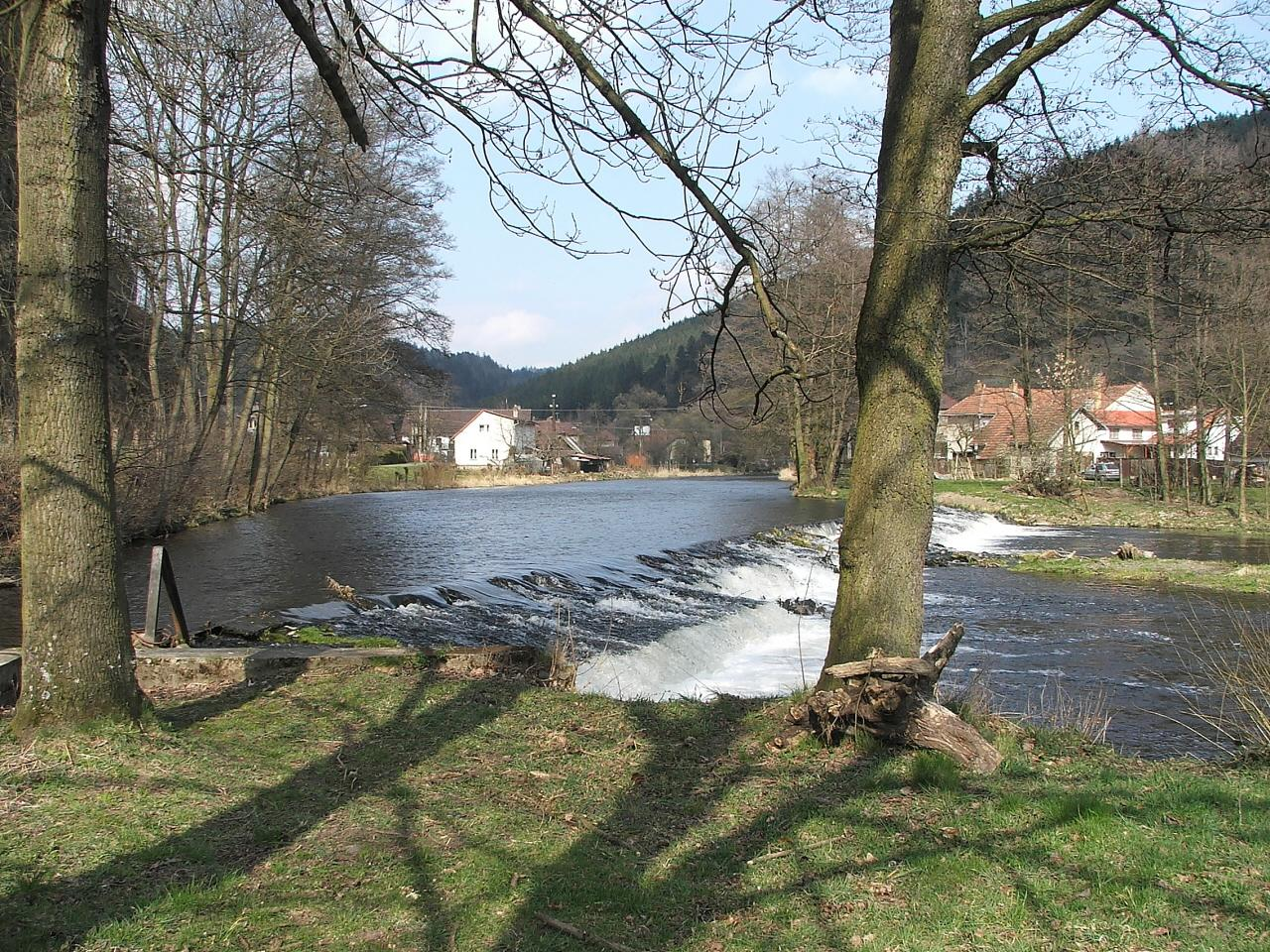
Oberlauf der Svratka in Koroužné in der Böhmisch-Mährischen Höhe
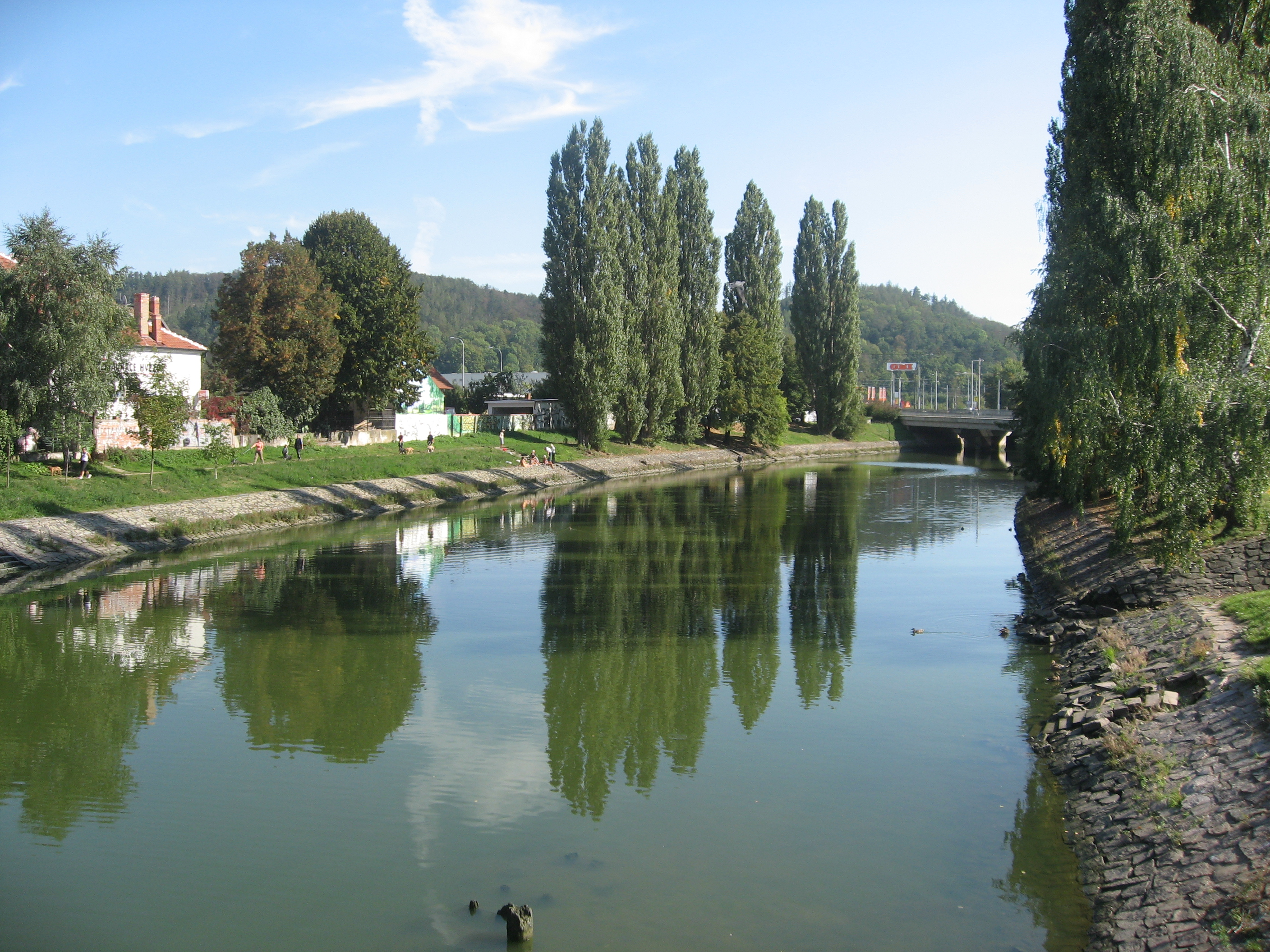
Svratka im Brünner Stadtteil Bystrc
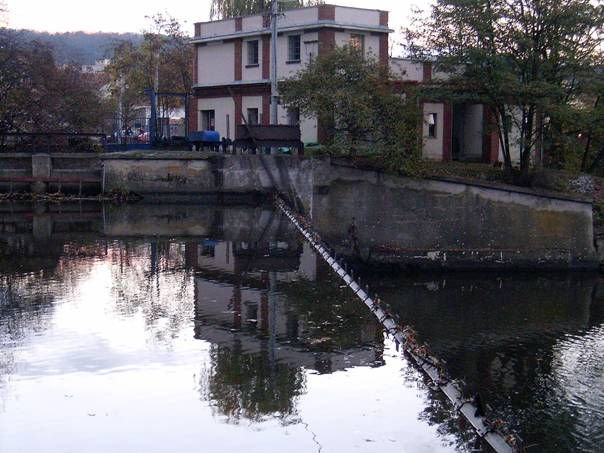
Svratka im Brünner Stadtteil Komín
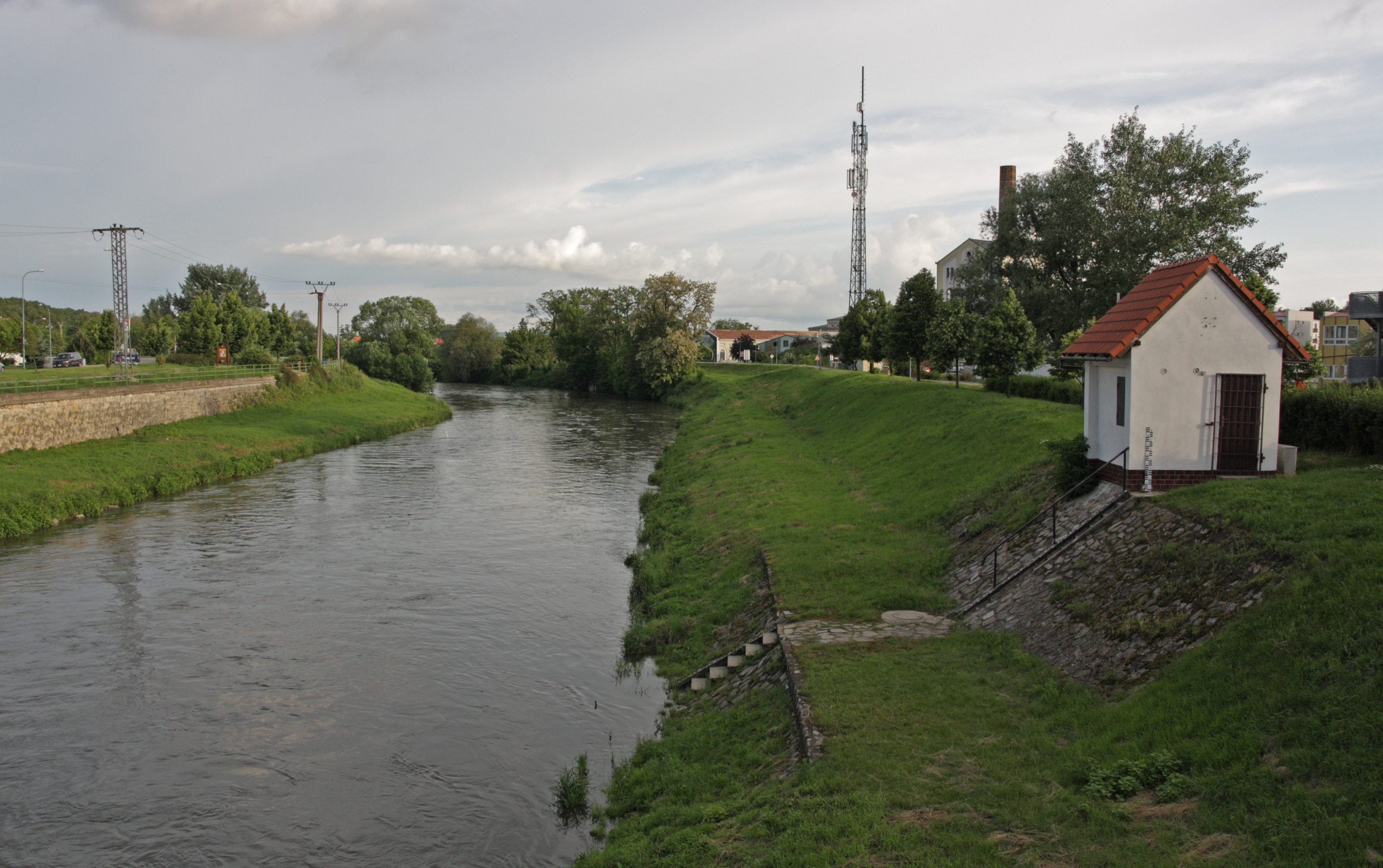
Unterlauf der Svratka in Židlochovice südlich von Brünn